# Стейплз, Мейвис
Мейвис Стейплз (род. 10 июля 1939, Чикаго, США) — американская певица, исполнительница музыки в жанрах ритм-н-блюз и госпел, а также гражданская активистка, выступающая вместе с группой, состоящей из членов её семьи, The Staple Singers.

## Биография
Начала петь в 1950 году, первоначально выступая на еженедельном радиошоу и участвуя в хоре местной церкви. Профессиональную карьеру в качестве певицы и гитаристки начала после окончания школы в 1957 году. Поскольку её семья поддерживала движение за гражданские права для чернокожего населения Мартина Лютера Кинга, религиозные песни Стейплз в стиле госпел стали музыкальным и духовным символом движения.
В начале 1960-х годов Стейплз стала постепенно переходить от госпела к соулу и ритм-н-блюзу, записав свой первый сольный альбом в 1969 году и второй, принёсший ей настоящую популярность и известность, в 1970 году. Её сольные работы 1970-х — 1980-х, содержавшие в том числе элементы диско и электро-попа, не были столь же коммерчески успешны.
В 1990-е годы из-за болезни отца существенно сократила выступления и записи, но в начале 2000-х вернулась на сцену, начав вновь исполнять религиозную музыку, записав целый ряд альбомов, в том числе в 2007 и 2009 годах. Была судьёй на 3-й и 7-й ежегодной Независимой музыкальной премии для независимых исполнителей. На премию Grammy была номинирована в 2003 году, но впервые получила её в 2011 году.
В 2018 году Hozier выпустил сингл «Nina Cried Power» совместно с Мейвис Стейплз. В 2020 году Стэплс выступила на концерте-посвящении Принсу «Let’s Go Crazy: The Grammy Salute to Prince», исполнив его главный хит «Purple Rain» совместно с группой The Revolution.
В настоящее время продолжает активно выступать на концертах и фестивалях.

## Награды
2005 — Мэвис и The Staple Singers получили Grammy Lifetime Achievement Award.
2006 — лауреат Национальной стипендии 2006 года, присуждаемой Национальным фондом искусств. Является высшей наградой США в народном и традиционном искусстве.
2011 — Грэмми в номинации «Best Americana Album» за альбом «You Are Not Alone».
2016 — лауреат премии центра Кеннеди
2017 — введена в Зал славы блюза.

## Дискография

### Альбомы
- Mavis Staples, Volt Records, 1969;

- Boy Meets Girl, Stax Records, 1969;

- Only for the Lonely, Volt Records, 1970;

- A Piece of the Action, Curtom Records, 1977;

- Love Gone Bad, Phono Records, 1984;

- Oh, What a Feeling, Warner Brothers Records, 1979;

- Time Waits for No One, Paisley Park Records, май 1989 (продюсер Prince);

- The Voice, Paisley Park Records, август 1993 (исполнительный продюсер Prince);

- Spirituals & Gospel — Dedicated to Mahalia Jackson, Verve Records, 1996;

- Have a Little Faith, Alligator Records, 2004;

- We’ll Never Turn Back, ANTI- Records, апрель 2007 (продюсер Рай Кудер);

- You Are Not Alone, ANTI- Records, сентябрь 2010 (продюсер Джефф Твиди);

- One True Vine, ANTI- Records, июнь 2013 (продюсер Джефф Твиди);

- Livin' on a High Note, ANTI-/Epitaph Records, февраль 2016;

- If All I Was Was Black, ANTI- Records, ноябрь 2017.